# 医王山スポーツセンター
医王山スポーツセンター（いおうぜんスポーツセンター）とは、石川県金沢市田島町にあるスポーツ施設、宿泊施設、アウトドア施設である。

## 概要
医王山のふもとにあり、石川県道209号線沿いにある。金沢市内有数の規模のスポーツ施設であり、宿泊施設やアウトドア施設も兼ねているため、少年自然の家のような性格も持ち合わせている。（公財）石川県体育協会が管理･運営をしている。また、金沢市内の一部の小学校によっては、スキー遠足で当施設を訪れる。また、小学生、中学生、高校生、一般成人各それぞれの年代によるバレーボール大会や、バスケットボール大会、ゴルフ大会、バドミントン大会などが行われている。さらに、医王山、キゴ山への登山基地としても利用されている。

## 施設一覧
- 生活施設
  - 宿泊室…全27部屋(2段ベッド付8人部屋、1フロア9部屋)
  - 食堂…総座席数180席、テーブル数30台
  - 講師控室
    - 8畳部屋
    - 10畳部屋

  - 浴室
  - シャワー室
  - 洗面所
  - ロビー
  - 玄関
    - 2階玄関
    - 1階団体客専用玄関

- 屋内施設
  - 第1体育館…面積:32m×36m 床構造:テックス･オ･デックス
    - 1階
      - バレーボール…2面
      - バスケットボール…2面 備考:ミニバスケットボールゴール非対応
      - バドミントン…6面
      - ソフトバレーボール…6面
      - フットサル…2面

    - 2階
      - 卓球場…2台
      - キッズウォール

  - 第2体育館…面積:32m×42m 床構造:フローリング
    - バレーボール…2面
    - バスケットボール…2面 備考:ミニバスケットボールゴール対応(昇降式）
    - バドミントン…10面
    - ソフトバレーボール…10面
    - ハンドボール1面
    - フットサル…1面

  - 大研修室…定席数108席
  - 小研修室…2部屋、定席数54席

- 野外施設
  - 球技場…面積:120m×60m
  - テニスコート…5面 タイプ:ハードコート
  - ライフル射撃場
    - エアライフル…10m、26射座
    - スモールボアライフル…50m、26射座

  - ターゲット･バードゴルフ場…9ホール
  - 森林緑空感 アウトドアクッキング村(バーベキュー場)…定数96名
  - クライミングウォール…高さ13.5m、幅3.8m、２ルート

※出典